# Кубок мира по дартсу
Командный чемпионат мира по дартсу (англ. World Cup of Darts) — престижный турнир по дартсу, проводимый в формате легов при поддержке PDC. Спонсоры турнира — компании Cash Converters (2010, 2012), Bwin (2014—2015), Betway (2013, 2016—2017), Cazoo (2021, 2022) .

## История
В 2009 году глава PDC Барри Хирн объявил о намерении купить Британскую Дартс Организацию с целью объединения двух крупнейших дартс-организаций. После отказа руководителей BDO, Профессиональная корпорация дартса объявила о создании трёх новых турниров, среди которых был и командный чемпионат мира по дартсу.

## Спонсоры
| Спонсор         | Года                  |
| --------------- | --------------------- |
| Cash Converters | 2010, 2012            |
| Betfair         | 2013                  |
| Bwin            | 2014—2015             |
| Betway          | 2016—2018             |
| BetVictor       | 2019—2020, 2024—н. в. |
| Cazoo           | 2021—2022             |
| My Diesel Claim | 2023                  |